# Gemeindeverwaltungsverband Schönau im Schwarzwald
Le Gemeindeverwaltungsverband Schönau im Schwarzwald est une association de communes qui a son siège à Schönau im Schwarzwald, dans le Bade-Wurtemberg, en Allemagne. Il comprend neuf communes qui ont choisi de lui déléguer certaines compétences.

## Communes membres
- Aitern
- Böllen
- Fröhnd
- Schönau im Schwarzwald
- Schönenberg
- Tunau
- Utzenfeld
- Wembach
- Wieden